# L'invincibile shogun
L'invincibile shogun (まんが水戸黄門?, Manga Mitokōmon) è una serie televisiva anime prodotta nel 1981 dalla Knack Animation; si compone di 46 episodi. La regia è di Kazuyuki Okaseko. Il titolo originale della serie è Manga Mitokōmon, ovvero "Mitokomon a fumetti", giacché è ispirata ad un personaggio storico del Giappone medievale, ovvero Tokugawa Mitsukuni, signore (più precisamente "daimyō") di Mito tra il XVII e il XVIII sec. e soprannominato appunto Mitokomon. Seppur riscritta per la tv, la trama della serie ricalca piuttosto fedelmente la leggenda di Mitokomon, erroneamente definito shōgun nella versione italiana.
L'anime è giunto in Italia nel 1984 su diverse emittenti locali.

## Trama
Lo Shogun Mitsukuni Mito attraversa il Giappone in incognito accompagnato dalle sue due guardie del corpo, i samurai Shuke e Kaku; Shuke è un samurai dal temperamento molto serio ed è un abile maestro di spada, mentre Kaku è un gigante muscoloso, con un carattere più spensierato ed un appetito insaziabile. All'inizio della serie, i tre uomini fanno la conoscenza di Sutemaru, un orfano che per sopravvivere compie piccoli furti, e del suo cane Dombè; il piccolo Sutemaru, ravvedutosi, decide di seguire lo Shogun, che chiama "nonno". Nella prima parte della serie, il gruppo incontrerà una ragazza di nome Okoto, a cui Kaku salverà la vita diverse volte; la giovane donna, rivelando che è in viaggio perché sta cercando di ritrovare suo padre, un governatore (Daimyo) ingiustamente accusato di un crimine tempo prima e datosi alla macchia, decide di unirsi al gruppo. Una volta raggiunto il feudo del genitore e ricongiuntasi con lui dopo aver riabilitato il suo nome, la ragazza lascerà il gruppo e sarà sostituita dalla giovane Onatsu, una ragazzina che vende ortaggi in un villaggio, ma che sogna di viaggiare e di vivere nuove avventure; anche lei, come Sutemaru, da lì in poi sarà solita riferirsi allo Shogun con l'appellativo di "nonno". In ogni puntata si ripete un canovaccio più o meno simile: i protagonisti giungono in un villaggio, i cui abitanti sono vittime delle prepotenze di qualche signore, che si sta arricchendo sulla loro pelle; iniziano le indagini ed affrontano pubblicamente i criminali di turno; Shuke si scontra in un combattimento all'ultimo sangue con il Samurai più forte, sconfiggendolo con la tecnica segreta del "Taglio a croce", mentre Kaku, ricevuta dallo Shogun' la "fascia della potenza", un artefatto che ne moltiplica le forze, sbaraglia un esercito intero usando macigni o alberi e facendo volare via i guerrieri che solleva a mani nude. La situazione viene conclusa con Shuke che mostra il simbolo del casato (la malvarosa) del proprio signore, rivelandone l'identità:  a questo punto i criminali, bloccati ed intimoriti dal fatto di trovarsi nientemeno che alla presenza della massima carica militare del Giappone, cadono in ginocchio prostrandosi e vengono giudicati e fatti arrestare dallo Shogun.

## Personaggi e doppiatori
Tra parentesi il nome originale del personaggio.
| Personaggio                 | Seiyū giapponese | Doppiatore italiano                    |
| --------------------------- | ---------------- | -------------------------------------- |
| Mitsukuni Mito (Mito Kômon) | Toshiya Sugita   | Mario Milita                           |
| Shuke (Sukesaburô)          | Hirotaka Suzuoki | Massimo Rossi                          |
| Kaku (Kakunoshin)           | Masaru Ikeda     | Giorgio Locuratolo                     |
| Onatsu                      | Masako Miura     | Antonella Baldini                      |
| Dombè (Donbee)              | Naoki Tatsuta    | ? (1ª voce) Gastone Pescucci (2ª voce) |
| Sutemaru                    | Yōko Matsuoka    | Angelina Contaldi                      |
| Okoto                       | Kazue Ikura      |                                        |

## Sigle
La versione italiana ha mantenuto le sigle originali giapponesi, ovvero: "Tamashio Chambara" (sigla di apertura) e "Beautiful morning" (sigla finale), entrambe cantate da Mikio Tsukada.
Nel 2006 è stata realizzata una sigla italiana, dal titolo omonimo al nome italiano della serie. Le parole di questa sigla sono di Loriana Lana e la musica è di Claudio e Mauro Balestra.
Un'altra sigla italiana, intitolata sempre "L'invincibile Shogun", è stata scritta ed incisa da Santo Verduci nel 2015 per una trasmissione del film riassuntivo della serie come speciale natalizio del programma TV Contactoons, in onda sull'emittente CaféTV24, inoltre è stata trasmessa la serie tv integrale con la suddetta sigla presente anche nel canale ufficiale su YouTube di Contactoons.

## Episodi
| Nº | Titolo italiano Giapponese 「Kanji」 - Rōmaji                                              | In onda           | In onda |
| Nº | Titolo italiano Giapponese 「Kanji」 - Rōmaji                                              | Giapponese        |         |
| 1  | Il mostro marino 「必殺・流星十文字斬り」 - hissatsu. ryūsei jūmonji giri                  | 3 settembre 1981  |         |
| 2  | L'esplosione nella valle del diavolo 「悪魔の谷・大爆発」 - akuma no tani. daibakuhatsu    | 10 settembre 1981 |         |
| 3  | I falsari 「たらふく食べた悪い夢」 - tarafuku tabeta warui yume                            | 17 settembre 1981 |         |
| 4  | La banda di Kroatato 「黒旗党をやっつけろ」 - kokki tō woyattsukero                        | 24 settembre 1981 |         |
| 5  | La caccia alla tigre 「謎の大名行列」 - nazo no daimyōgyōretsu                             | 1º ottobre 1981   |         |
| 6  | Il falso principe 「馬子と若様」 - mago to jaku sama                                       | 8 ottobre 1981    |         |
| 7  | La guerra dell'acqua 「助三郎・危機一髪」 - jo saburō. kikiippatsu                         | 15 ottobre 1981   |         |
| 8  | La cura per dimagrire 「ジャジャ馬姫まかり通る」 - jaja uma hime makari tōru               | 22 ottobre 1981   |         |
| 9  | I mostri del fiume Oi 「恐怖の河童大王」 - kyōfu no kappa daiō                             | 29 ottobre 1981   |         |
| 10 | Il molto onorevole "Dombè" 「鈍兵衛出世太閤記」 - don bee shusse taikōki                   | 5 novembre 1981   |         |
| 11 | La rivolta dei contadini 「大暴れ・勇者の村」 - ooabare. yūsha no mura                     | 12 novembre 1981  |         |
| 12 | La gara delle zattere 「激突・兄妹夜」 - gekitotsu. kyōdai yoru                            | 19 novembre 1981  |         |
| 13 | Il combattimento di Dombè 「鈍兵衛暗殺夜」 - don bee ansatsu yoru                          | 26 novembre 1981  |         |
| 14 | L'uomo volante 「空飛ぶむささび小僧」 - kūhi bumusasabi kozō                               | 3 dicembre 1981   |         |
| 15 | Il dio della montagna 「火をふく妖怪大天狗」 - hi wofuku yōkai dai tengu                   | 10 dicembre 1981  |         |
| 16 | Il medico ufficiale 「日本一の悪い奴」 - nippon'ichi no warui yatsu                        | 17 dicembre 1981  |         |
| 17 | "Goro" la balena 「クジラに乗った少年」 - kujira ni jōtta shōnen                           | 24 dicembre 1981  |         |
| 18 | Ladro di cavalli 「盗まれた将軍家の馬」 - nusuma reta shōgunke no uma                      | 31 dicembre 1981  |         |
| 19 | Un uomo cattivo 「大決戦・捨丸村大だぬき」 - dai kessen. sha maru mura dai danuki          | 7 gennaio 1982    |         |
| 20 | Il ragazzo della jungla 「大暴れ猿の軍団」 - ooabare saru no gundan                        | 14 gennaio 1982   |         |
| 21 | Il cavaliere bianco 「わんぱく砦大人をやっつけろ」 - wanpaku toride otona woyattsukero     | 21 gennaio 1982   |         |
| 22 | Riscatto per un sequestro 「泣き笑い鈍兵衛の初恋」 - naki warai don bee no hatsukoi        | 28 gennaio 1982   |         |
| 23 | Il millepiedi gigante 「村を救った大ムカデ」 - mura wo sukutta dai mukade                  | 4 febbraio 1982   |         |
| 24 | Il ritorno alla luce 「湖の竜の首を斬れ」 - mizūmi no ryū no kubi wo kire                  | 11 febbraio 1982  |         |
| 25 | I falsi eroi 「どっちがどっち？ニセ黄門」 - docchigadocchi? nise kōmon                     | 18 febbraio 1982  |         |
| 26 | La banda Karos 「悪魔の火文字」 - akuma no himoji                                          | 25 febbraio 1982  |         |
| 27 | Una ragazza vivace 「難波のじゃりん娘」 - nanba nojarin musume                             | 4 marzo 1982      |         |
| 28 | L'uomo scomparso nel nulla 「地獄の塩田を救え！」 - jigoku no shioda wo sukue!             | 11 marzo 1982     |         |
| 29 | La città delle donne 「やまんばの黄金城」 - yamanbano ōgon shiro                           | 18 marzo 1982     |         |
| 30 | I pirati 「海賊船をやっつけろ」 - kaizokusen woyattsukero                                  | 25 marzo 1982     |         |
| 31 | Il figlio adottivo 「お夏がお母さん？」 - o natsu gao kaasan?                              | 1º aprile 1982    |         |
| 32 | Il riscatto 「金毘羅さまで丸裸」 - kin bi ra samade maruhadaka                             | 8 aprile 1982     |         |
| 33 | La sorgente "bagno di bestia" 「命の泉を守れ」 - inochi no izumi wo mamore                 | 15 aprile 1982    |         |
| 34 | Le pescatrici di perle 「海女を襲った人食い鮫」 - ama wo osotta hitokui i same             | 22 aprile 1982    |         |
| 35 | Sulle orme di Icaro 「空を飛んだ少年」 - sora wo ton da shōnen                             | 29 aprile 1982    |         |
| 36 | Il furto del riso 「雨に泣いた握り飯」 - ame ni nai ta nigiri meshi                        | 6 maggio 1982     |         |
| 37 | Una banda d'animali 「困った犬猫騒動」 - komatta inuneko sōdō                              | 13 maggio 1982    |         |
| 38 | Salviamo papà 「父ちゃんを救え」 - tōchan wo sukue                                         | 20 maggio 1982    |         |
| 39 | Uno strano inventore 「おかしな発明家」 - okashina hatsumeika                              | 27 maggio 1982    |         |
| 40 | Il mistero della vecchia montagna 「古墳山の謎を暴け」 - kofun yama no nazo wo abake       | 3 giugno 1982     |         |
| 41 | Sutemaru e Dombè contro i demoni 「捨丸・鈍兵衛の鬼退治」 - sha maru. don bee no oni taiji | 10 giugno 1982    |         |
| 42 | La battaglia dei tori 「白い雌牛と少年」 - shiroi meushi to shōnen                         | 17 giugno 1982    |         |
| 43 | La lotta giapponese 「どすこい権太の土俵入り」 - dosukoi ken ta no dohyōiri                | 24 giugno 1982    |         |
| 44 | Un amico dalla lontana Cina 「泣くな捨丸長崎の別れ」 - naku na sha maru nagasaki no wakare | 1º luglio 1982    |         |
| 45 | La principessa capricciosa 「やんちゃ姫騒動記」 - yancha hime sōdō ki                      | 8 luglio 1982     |         |
| 46 | Finale a sorpresa 「鈍兵衛の命を賭けた恋」 - don bee no inochi wo kake ta koi              | 15 luglio 1982    |         |